# جيري أ. جاكوبس
جيري أ. جاكوبس (بالإنجليزية: Jerry A. Jacobs)‏ هو عالم اجتماع أمريكي، ولد في 7 فبراير 1955.